# Campionati europei di atletica leggera 2010 - Lancio del disco maschile

## Podio
| Pos.    | Atleta            | Nazionalità | Misura  |
| ------- | ----------------- | ----------- | ------- |
| Oro     | Piotr Małachowski | Polonia     | 68,87 m |
| Argento | Robert Harting    | Germania    | 68,47 m |
| Bronzo  | Róbert Fazekas    | Ungheria    | 66,43 m |

## Record
Prima di questa competizione, il record del mondo (RM), il record europeo (EU) ed il record dei campionati (RC) sono i seguenti:
| Record                | Prestazione | Atleta                     | Data                                       | Competizione                                |
| --------------------- | ----------- | -------------------------- | ------------------------------------------ | ------------------------------------------- |
| Record mondiale       | 74.08 m     | Jürgen Schult Germania Est | 6 giugno 1986 Neubrandenburg, Germania Est |                                             |
| Record europeo        | 74,08 m     | Jürgen Schult Germania Est | 6 giugno 1986 Neubrandenburg, Germania Est |                                             |
| Record dei campionati | 68,83 m     | Róbert Fazekas Ungheria    | 11 agosto 2002 Monaco, Germania            | Campionati europei di atletica leggera 2002 |

## Programma
| Data           | Ora   | Turno                   |
| -------------- | ----- | ----------------------- |
| 31 luglio 2010 | 10:10 | Qualificazioni gruppo A |
| 31 luglio 2010 | 11:40 | Qualificazioni gruppo B |
| 1º agosto 2010 | 19:45 | Finale                  |

## Risultati

### Qualificazioni
Qualificazione: Accedono alla finale gli atleti che ottengono la misura di 63,50 metri o le prime 12 migliori misure.
| Pos. | Gruppo | Atleta                | Nazionalità | numero 1 | numero 2 | numero 3 | Risultato | Note |
| ---- | ------ | --------------------- | ----------- | -------- | -------- | -------- | --------- | ---- |
| 1    | A      | Robert Harting        | Germania    | 63,17 m  | 66,93 m  |          | 66,93 m   | Q    |
| 2    | A      | Gerd Kanter           | Estonia     | 65,43 m  |          |          | 65,43 m   | Q    |
| 3    | B      | Mario Pestano         | Spagna      | 62,47 m  | 64,95 m  |          | 64,95 m   | Q    |
| 4    | A      | Róbert Fazekas        | Ungheria    | 64,30 m  |          |          | 64,30 m   | Q    |
| 5    | A      | Märt Israel           | Estonia     | 63,27 m  | 63,99 m  |          | 63,99 m   | Q    |
| 6    | A      | Virgilijus Alekna     | Lituania    | 61,08 m  | x        | 63,93 m  | 63,93 m   | Q    |
| 7    | B      | Piotr Małachowski     | Polonia     | 63,69 m  |          |          | 63,69 m   | Q    |
| 8    | A      | Frank Casañas         | Spagna      | 63,61 m  |          |          | 63,61 m   | Q    |
| 9    | B      | Martin Wierig         | Germania    | x        | 58,64 m  | 62,57 m  | 62,57 m   | q    |
| 10   | A      | Sergiu Ursu           | Romania     | x        | 61,11 m  | 62,43 m  | 62,43 m   | q    |
| 11   | B      | Martin Marić          | Croazia     | 61,26 m  | 62,27 m  | x        | 62,27 m   | q    |
| 12   | B      | Erik Cadée            | Paesi Bassi | 61,86 m  | x        | 61,97 m  | 61,97 m   | q    |
| 13   | A      | Przemyslaw Czajkowski | Polonia     | 59,36 m  | 60,87 m  | 61,97 m  | 61,97 m   |      |
| 14   | B      | Roland Varga          | Estonia     | 60,53 m  | 61,11 m  | 61,55 m  | 61,55 m   |      |
| 15   | B      | Gerhard Mayer         | Austria     | 59,88 m  | 59,31 m  | 60,76 m  | 60,76 m   |      |
| 16   | A      | Bogdan Piščal'nikov   | Russia      | 55,89 m  | 57,42 m  | 60,69 m  | 60,69 m   |      |
| 17   | A      | Apostolos Parellīs    | Cipro       | x        | 58,09 m  | 60,57 m  | 60,57 m   |      |
| 18   | A      | Niklas Arrhenius      | Svezia      | 60,25 m  | 57,30 m  | 58,98 m  | 60,25 m   |      |
| 19   | B      | Aleksander Tammert    | Estonia     | 60,07 m  | 59,38 m  | 58,98 m  | 60,07 m   |      |
| 20   | B      | Frantz Kruger         | Finlandia   | 59,55 m  | x        | x        | 59,55 m   |      |
| 21   | B      | Zoltán Kővágó         | Ungheria    | x        | x        | 59,04 m  | 59,04 m   |      |
| 22   | A      | Mikko Kyyrö           | Finlandia   | 58,02 m  | 58,96 m  | x        | 58,96 m   |      |
| 23   | B      | Jan Marcell           | Rep. Ceca   | x        | 58,95 m  | 57,73 m  | 58,95 m   |      |
| 24   | B      | Markus Münch          | Germania    | 58,81 m  | 58,25 m  | x        | 58,81 m   |      |
| 25   | A      | Ivan Hryshyn          | Ucraina     | 57,90 m  | 58,36 m  | 58,61 m  | 58,61 m   |      |
| 26   | B      | Mihai Grasu           | Romania     | 57,61 m  | x        | 58,55 m  | 58,55 m   |      |
| 27   | B      | Dzmitry Sivakou       | Bielorussia | 57,42 m  | 58,53 m  | x        | 58,53 m   |      |
| 28   | A      | Gaute Myklebust       | Norvegia    | 55,60 m  | x        | 58,39 m  | 58,39 m   |      |
| 29   | B      | Aleksas Abromavicius  | Lituania    | 58,05 m  | x        | x        | 58,05 m   |      |
| 30   | A      | Marin Premeru         | Croazia     | x        | 57,85 m  | 58,03 m  | 58,03 m   |      |
| 31   | B      | Oleksiy Semenov       | Ucraina     | x        | x        | 56,92 m  | 56,92 m   |      |
| 32   | A      | Libor Malina          | Rep. Ceca   | 53,64 m  | x        | x        | 53,64 m   |      |

### Finale
La finale si è svolta a partire dalle 19:45 del 1º agosto 2010 ed è terminata dopo un'ora circa.
| Pos.    | Atleta            | Nazionalità | 1ª prova | 2ª prova | 3ª prova | 4ª prova | 5ª prova | 6ª prova | Misura  | Note                                     |
| ------- | ----------------- | ----------- | -------- | -------- | -------- | -------- | -------- | -------- | ------- | ---------------------------------------- |
| Oro     | Piotr Małachowski | Polonia     | 65,84 m  | 68,87 m  | x        | 64,06 m  | x        | 64,37 m  | 68,87 m | Record dei campionati                    |
| Argento | Robert Harting    | Germania    | 68,33 m  | 66,46 m  | 68,47 m  | 66,35 m  | 66,86 m  | 68,34 m  | 68,47 m |                                          |
| Bronzo  | Róbert Fazekas    | Ungheria    | 64,84 m  | 64,85 m  | 66,43 m  | x        | 64,65 m  | 66,15 m  | 66,43 m | Miglior prestazione personale stagionale |
| 4       | Gerd Kanter       | Estonia     | 63,17 m  | 64,57 m  | 65,38 m  | 63,85 m  | 65,44 m  | 66,20 m  | 66,20 m |                                          |
| 5       | Virgilijus Alekna | Lituania    | 62,05 m  | 63,59 m  | 63,19 m  | 63,15 m  | 64,64 m  | 63,56 m  | 64,64 m |                                          |
| 6       | Mario Pestano     | Spagna      | 64,41 m  | 61,02 m  | 64,51 m  | 63,98 m  | 63,38 m  | 62,57 m  | 64,51 m |                                          |
| 7       | Martin Wierig     | Germania    | 60,96 m  | 63,32 m  | x        | 63,24 m  | x        | 61,91 m  | 63,32 m |                                          |
| 8       | Sergiu Ursu       | Romania     | 60,73 m  | 61,36 m  | 63,11 m  | x        | 61,90 m  | 62,11 m  | 63,11 m |                                          |
| 9       | Märt Israel       | Estonia     | x        | 62,59 m  | x        |          |          |          | 62,59 m |                                          |
| 10      | Martin Marić      | Croazia     | 61,52 m  | x        | 62,53 m  |          |          |          | 62,53 m |                                          |
| 11      | Frank Casañas     | Spagna      | x        | 62,15 m  | x        |          |          |          | 62,15 m |                                          |
| 12      | Erik Cadée        | Paesi Bassi | x        | x        | x        |          |          |          | NM      |                                          |